# Pyrophilie
Die Pyrophilie ist in der Ökologie die Eigenschaft verschiedener Lebewesen, vom Feuer zu profitieren und sich in ihrer Lebensweise an das Feuer als Umweltfaktor angepasst zu haben. Sie findet sich sowohl bei Pilzen und Pflanzen als auch bei Tieren, vorwiegend in Lebensräumen, in denen natürliche Brände eine wesentliche Rolle im Ökosystem spielen.
Zu den bekanntesten Organismen, die als pyrophil bezeichnet werden können, zählen unter den Pflanzen vor allem die Mammutbäume, deren Fruchtstände (Zapfen) sich ohne große Brände nicht öffnen können. Auch beim Eukalyptus und bei verschiedenen Kiefern-Arten ist dies zu beobachten, ebenso bei Lilium pyrophilum, einer Art der Gattung der Lilien (Lilium) der Amerikanischen Sektion. Pflanzen, die vom Feuer gefördert werden, nennt man Pyrophyten.
Die südeuropäische Macchia zählt zu den pyrophilen Pflanzengesellschaften, die im Mittelmeerraum nach einem Brand sogar die Überreste eines zuvor vorhandenen Hochwaldes überwuchert. Solche Landschaften werden als Feuerklimax bezeichnet.
Unter den Tieren sind bekannte Vertreter die Wanze Aradus lugubris, der Schwarze Kiefernprachtkäfer Melanophila acuminata oder der australische Prachtkäfer Merimna atrata. Diese Käfer finden sich auf frisch abgebrannten Waldflächen ein, wo die Begattung stattfindet und die Weibchen ihre Eier in die verkohlten Holzstämme legen. Der Nutzen der pyrophilen Lebensweise für die Käfer liegt wahrscheinlich darin, dass die durch den Brand geschädigten Bäume die im Bast minierenden Käferlarven nicht mehr abwehren können.
Die Pyrophilie ist vor allem ein Untersuchungsgegenstand der Feuerökologie.